# Chlorophyllum

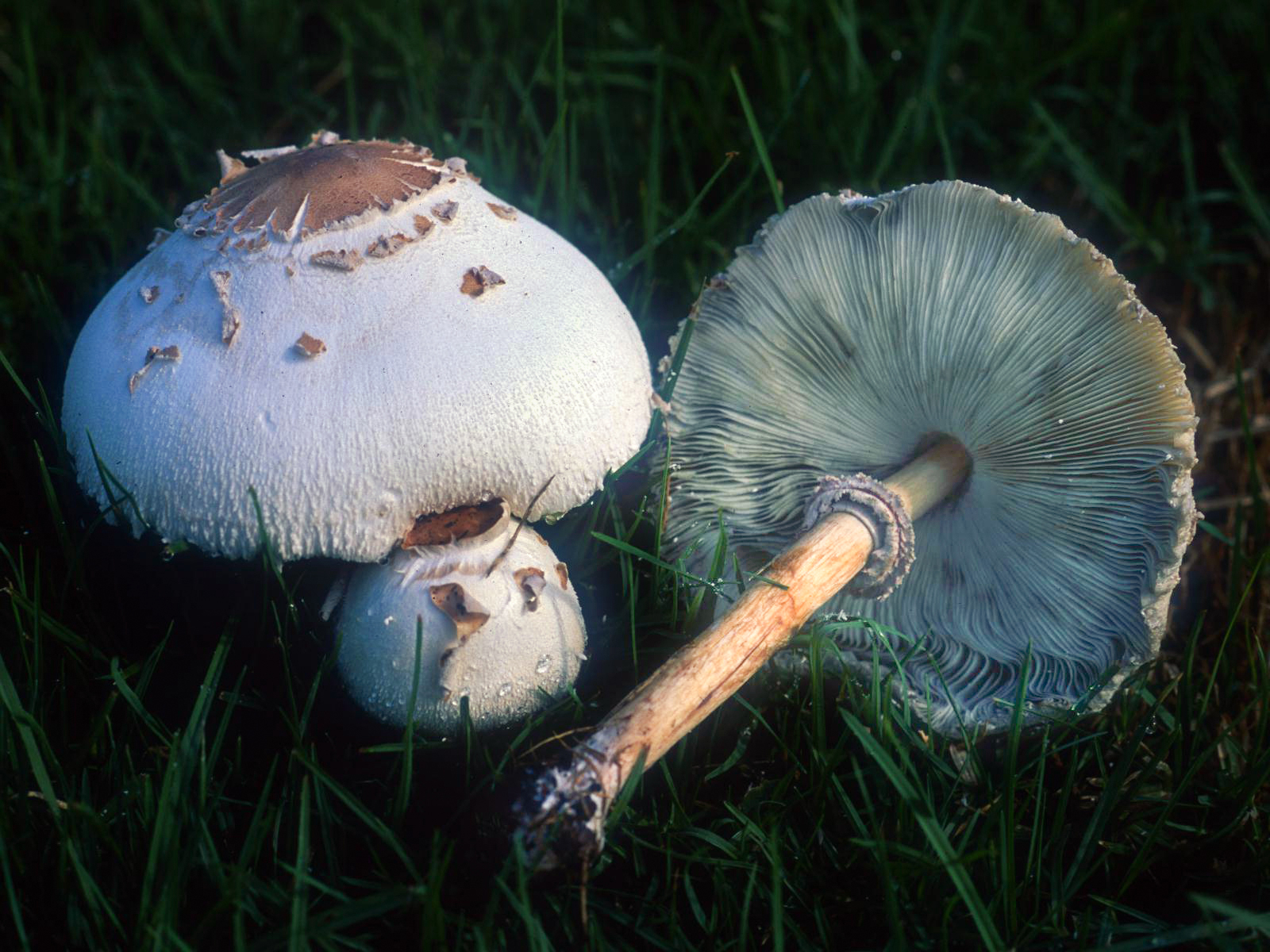
Chlorophyllum molybdites

Chlorophyllum Massee (czubajnik) – rodzaj grzybów wielkoowocnikowych należący do rodziny pieczarkowatych (Agaricaceae), którego gatunkiem typowym jest Chlorophyllum molybdites. W Polsce występują 3 gatunki: Ch. rhacodes, Ch. brunneum i Ch. olivieri.

## Systematyka
Pozycja w klasyfikacji według Index Fungorum: Agaricaceae, Agaricales, Agaricomycetidae, Agaricomycetes, Agaricomycotina, Basidiomycota, Fungi.
Rodzaj Chlorophyllum utworzył George Edward Massee w artykule „Fungi exotici I” opublikowanym w Bulletin of Miscellaneous Informations of the Royal Botanical Gardens Kew w 1898 r. Zaliczył on do tego rodzaju trzy gatunki (Ch. esculentum, Ch. molybdites i Ch. morganii), obecnie uznawane za synonimiczne z Chlorophyllum molybdites. Nazwa rodzajowa pochodzi od zielonawego zabarwienia blaszek u tego gatunku. W 1910 r. William Alphonso Murrill użył nazwy Chlorophyllum dla rodzaju siatkolist (Gomphus). Else Vellinga w artykule „New combinations in Chlorophyllum” (Mycotaxon, 2002) opublikowała analizę badań filogenetycznych rodzaju czubajka (Macrolepiota). W jej wyniku zaliczyła do rodzaju Chlorophyllum 13 innych gatunków, zaliczanych wcześniej głównie do rodzajów Lepiota lub Macrolepiota. Polską nazwę w 2021 r. zarekomendowała Komisja ds. Polskiego Nazewnictwa Grzybów, zaproponowaną w 2015 przez grupę mykologów w publikacji Karasińskiego i in.

### Gatunki
Kodeks Index Fungorum wymienia następujące gatunki obecnie zaliczane do tego rodzaju. Obejmuje on tylko gatunki zweryfikowane o potwierdzonym statusie. Oprócz wyżej wymienionych na liście Index Fungorum znajdują się gatunki niezweryfikowane. Nazwy polskie według W. Wojewody i in.:
- Chlorophyllum abruptibulbum (R. Heim) Vellinga 2002
- Chlorophyllum agaricoides (Czern.) Vellinga 2002
- Chlorophyllum alborubescens (Hongo) Vellinga 200
- Chlorophyllum brunneum (Farl. & Burt) Vellinga 2002 – czubajnik ogrodowy
- Chlorophyllum globosum (Mossebo) Vellinga 2002
- Chlorophyllum hortense (Murrill) Vellinga 2002
- Chlorophyllum humei (Murrill) Vellinga 2002
- Chlorophyllum mammillatum (Murrill) Vellinga 2002
- Chlorophyllum molybdites (G. Mey.) Massee 1898 – tzw. sinoblaszek trujący
- Chlorophyllum neomastoideum (Hongo) Vellinga 2002
- Chlorophyllum nothorachodes Vellinga & Lepp 2003
- Chlorophyllum olivieri (Barla) Vellinga 2002 – czubajnik ponury
- Chlorophyllum rhacodes (Vittad.) Vellinga 2002 – czubajnik czerwieniejący
- Chlorophyllum sphaerosporum Z.W. Ge & Zhu L. Yang 2006
- Chlorophyllum subfulvidiscum (Murrill) Vellinga 2002
- Chlorophyllum subrhacodes (Murrill) Vellinga 2002